# Cau (geslacht)
Cau was een Zeeuws regentengeslacht dat in 1956 uitstierf.

## Geschiedenis
De stamreeks begint met Adriaan Claesz. Cau (1493-1570) die als vleeshouwer in 1507 poorter van Zierikzee werd. Zijn zoon Bartholomeus Cau (1536-1603) werd in 1579 burgemeester van die stad en ook in later eeuwen zouden telgen bestuursfuncties daar of in Zeeland vervullen. Ook vervulden ze functies bij de rechterlijke macht. Telgen trouwden met leden van andere Zierikzeese of Zeeuwse regentengeslachten. Het geslacht stierf in 1956 in mannelijke lijn uit met Iman Bonifacius Cau (1881-1956), enkele maanden later overleed zijn oudste zus, beiden waren ongehuwd.

## Enkele telgen
Bartholomeus Cau (1536-1603), schepen, burgemeester en thesaurier van Zierikzee
- Nicolaas Cau (1564-1635), burgemeester van Zierikzee, rekenmeester van Zeeland
  - Mr. Iman Cau (1601-1683), griffier van de Hoge Raad
    - Mr. Nicolaas Cau, heer in Bommenede, Natairs en Kijkuit (1630-1711), raad, thesaurier, burgemeester en pensionaris van Zierikzee
      - Iman Cau (1666-1719), schepen, thesaurier, burgemeester en pensionaris van Zierikzee
        - Iman Bonifacius Cau (1710-1773), luitenant-kololonel der infanterie, grootmajoor van Philippine
          - Bonifacius Cau (1740-1804), raad en schepen van Zierikzee, heemraad en president van Schouwen
            - Cornelis Anthonie Cau (1788-1855), gemeenteraadslid van Zierikzee
              - Mr. Bonifacius Cau (1818-1882), gemeenteraadslid en burgemeester van Zierikzee, lid Provinciale Staten van Zeeland 
                - Mr. Cornelis Anthony Cau (1847-1909), griffier kantongerechten
                  - Wilhelmina Johanna Cau (1878-1956), laatste telg van het geslacht
                  - Iman Bonifacius Cau (1881-1956), laatste mannelijke telg van het geslacht

                - Mr. Johan Pieter Cau (1852-1925), rechter en president van de rechtbank van Zierikzee
                - Hillegonda Christina Wilhelmina Cau (1854-1918); trouwde in 1881 met jhr. Witius Hendrik de Savornin Lohman (1842-1895), kantonrechter; trouwde in 1901 met prof. ds. Lucas Lindeboom (1845-1933), predikant en hoogleraar Theologische School Kampen
                  - Prof. jhr. mr. dr. Bonifacius Christiaan de Savornin Lohman (1883-1946), hoogleraar te Utrecht en lid van de Eerste Kamer der Staten-Generaal

      - Mr. Johan Cau, heer van Domburg (1767-1720), raad, schepen, burgemeester en pensionaris van Zierikzee; trouwde in 1718 met Susanna Maria Loncque, vrouwe van Oosterland, Sirjansland en Oosterstein (1699-1752)

Geslachten die opgenomen zijn in het sinds 1910 verschijnende genealogische naslagwerk Nederland's Patriciaat. Lijst volgens opgave van het CBG Centrum voor familiegeschiedenis.
A · B · C · D · E · F · G · H · I · J · K · L · M · N · O · P · Q · R · S · T · U · V · W · Y · Z